# The Master of the Garden
The Master of the Garden è un cortometraggio muto del 1913 diretto da Colin Campbell.

## Produzione
Il film fu prodotto dalla Selig Polyscope Company.

## Distribuzione
Distribuito dalla General Film Company, il film - un cortometraggio in due bobine - uscì nelle sale cinematografiche statunitensi l'8 dicembre 1913.